# Джамілє Аламолгода
Джаміле-Садат Аламолгода (перс. جمیله‌سادات علم‌الهدی, нар. 1965), відома як Джаміле Аламолгода (перс. جمیله علم‌الهدی) — іранська письменниця, вчена і викладачка, дружина президента Ірану Ібрагіма Раїсі.

## Кар'єра
Аламолгода отримала ступінь доктора філософії освіти в Університеті Тарб'ят Модарес 2001 року. Вона є доцентом факультету кафедри лідерства й розвитку освіти Школи освітніх наук і психології Університету Шахіда Бехешті. Викладає такі курси як філософія вищої освіти, антропологія в ісламі, методи навчання, теоретичні основи управління освітою, філософські школи й освітні погляди в докторському курсі університету Шахіда Бехешті.
Аламолгода була директором Гуманітарного науково-дослідного інституту, 2013 року заснувала Інститут фундаментальних досліджень науки і техніки Університету Шахіда Бехешті. Завданням інституту є представлення моделей науково-технічної політики, заснованих на розумінні й оцінці гносеологічних та соціальних аспектів науки і техніки. У березні 2020 року призначена Верховною радою культурної революції секретарем «Ради з питань трансформації та оновлення освітньої системи країни».
Відео виступу Аламолгоди на міжнародній конференції, на якій вона намагалася говорити англійською мовою, але не вільно нею розмовляла, було оприлюднене у ЗМІ в 2017 році.

## Особисте життя
Аламолгода — старша донька Ахмада Аламолгоди, провідника Джума-намаз в Мешхеді та члена Асамблеї експертів. 1983 року, у віці 18 років, вийшла за Ібрагіма Раїсі. Пара має двох доньок, одна з яких має ступінь доктора соціологічних наук в Тегеранському університеті, а друга — ступінь бакалавра фізики в Технологічному університеті Шаріфа.